# Georges Vandersmissen
Georges Vandersmissen né à Matadi le 10 avril 1937 est un syndicaliste belge et un militant wallon.
Licencié en sciences sociales de l'Université de Liège (1959), il adhère au Mouvement populaire wallon et à son programme tout en en devenant un des responsables. En 1967, il devient le président de la Fondation André Renard, centre d'études important de la FGTB de Liège-Huy-Waremme. En 1964, malgré la déclaration du Parti socialiste belge sur l'incompatibilité entre l'appartenance à ce parti et le Mouvement populaire wallon, il en demeure membre.

Il signe en 1967 le manifeste La Wallonie dans l'Europe. En 1969, il réagit durement à l'ouvrage de René Évalenko président du directoire charbonnier et consacré à l'économie belge. Il s'affirme dans cette réponse en faveur des Régions: 
«  Bien plus que les États, les Régions sont le niveau souhaitable et souhaité où s'exprime une volonté de vivre ensemble, de travailler à des objectifs communs. Développer  le contre-poids régional face à l'intégration européenne (par ailleurs indispensable),  c'est garantir la démocratie contre le centralisme excessif  et c'est donner à chaque région  une chance réelle et équitable de ne pas être oubliée dans la course au développement économique. »

Il rédige avec d'autres syndicalistes de la FGTB wallonne le Dossier pour un gouvernement wallon montrant que le fédéralisme est viable et indispensable à l'économie belge. Puis il fait partie du groupe Bastin-Yerna et participe à la rédaction du livre Quelle Wallonie ? Quel socialisme ?. Il regrette la non-application des articles de  la Constitution révisée concernant la mise en place des Régions. Il estime notamment que seul un pouvoir wallon pourrait  prendre de vraies décisions et utiliser adéquatement les budgets compensatoires alloués à la Wallonie en compensation des sommes assez importantes investies dans le port de Zeebruges. 
« A ses yeux, la reconversion de la Wallonie passe à la fois par une politique d'initiative industrielle publique, par une planification authentiquement régionale, par le développement des grands services collectifs, par un aménagement rationnel du territoire et une socialisation du sol, ainsi que par une nouvelle orientation vers la production de biens réellement utiles à la collectivité. »
En 1977, la coalition mise en place par les élections d'avril 1977 conclut un pacte communautaire allant vers le fédéralisme  avec les sociaux-chrétiens flamands et wallons, le Parti socialiste belge, le Front démocratique des francophones et la Volksunie. Il considère que certains aspects de ces accords, signés sous la houlette du futur Premier Ministre Léo Tindemans, sont en deçà des exigences du Mouvement populaire wallon. En 1978, Léo Tindemans, en démissionnant fait capoter ces accords. Il est remplacé par Wilfried Martens après les élections de décembre 1978. La régionalisation de la Wallonie est définitivement acquise en 1980. 
En 1981, Guy Spitaels reprend la direction du Parti socialiste, attire au sein du parti des membres du Rassemblement wallon qui vient de se fractionner. C'est le moment que choisit alors G. Vandersmissen pour revenir au Parti socialiste (comme les syndicalistes liégeois Robert Gillon et Joseph Coppé); dont il estime qu'il a renoué avec ses idéaux wallons d'avant 1964. En 1984 G. Vandersmissen devient président du Conseil économique et social de la Région wallonne.
En 1988, complémentairement à son mandat au Conseil économique, il est nommé secrétaire général de la régionale Liège-Huy-Waremme de la FGTB, et ce  au même moment qu’Urbain Destrée en devient le président à la suite du départ du duo Yerna-Gillon. En 2002, en même temps qu’Urbain Destrée, Georges Vandersmissen est atteint par la limite d’âge et remet l’ensemble de ses mandats.